# アレシャンドレ・ドス・サントス・フェレイラ
アレシャンドレ・"アレックス"・ドス・サントス・フェレイラ（Alexandre "Álex" dos Santos Ferreira、1999年1月15日 - ）は、ブラジル・シングアラ出身のサッカー選手。CDトレド所属。ポジションはGK。

## クラブ経歴
アトレティコ・マドリードのカンテラ出身。2018-19シーズンにBチームデビューを果たし、翌シーズンからトップチームに何度か招集されるも出番はなく、2020年7月にイヴォ・グルビッチとのトレードという形でクロアチア1部リーグのNKロコモティヴァ・ザグレブへと移籍した。

## タイトル

### クラブ
アトレティコ・マドリード
- UEFAスーパーカップ : 1回 (2018)